# Chrysolina fuliginosa
Chrysolina fuliginosa é uma espécie de artrópode pertencente à família Chrysomelidae.